# Stazione di Flushing-Main Street
La stazione di Flushing-Main Street (in inglese Flushing-Main Street Station) è una stazione ferroviaria del Port Washington Branch della Long Island Rail Road. Serve il quartiere di Flushing del borough newyorkese del Queens.

## Storia
La stazione, in origine denominata semplicemente Flushing, venne attivata il 26 giugno 1854 dalla New York and Flushing Railroad come capolinea della linea. Il 30 ottobre 1964 con il prolungamento dalla linea verso Great Neck divenne stazione di transito. Nel 1913, insieme al resto della linea, la stazione venne ricostruita su viadotto.

## Movimento
La stazione è servita dai treni della linea Port Washington del servizio ferroviario suburbano della Long Island Rail Road.

## Servizi
La stazione non è accessibile ai portatori di disabilità, tuttavia a partire dal 2016 sono in corso i lavori per dotare la stazione di ascensori, lavori che comporteranno la chiusura della biglietteria fino al 2018.
- Biglietteria a sportello
- Biglietteria automatica
- Sala d'attesa

## Interscambi
La stazione interscambia con diverse linee automobilistiche gestite dalla MTA Regional Bus Operations e dalla Nice Bus e con la metropolitana di New York presso la stazione di Flushing-Main Street.
- Fermata metropolitana (Flushing-Main Street, linea 7)
- Fermata autobus